# Léon Bottou
Léon Bottou (* 1965 in Saint-Germain-du-Teil) ist ein französischer Informatiker.
Bottou ging in La Canourge, Clermont-Ferrand und Versailles zur Schule. Er studierte ab 1984 an der École polytechnique mit dem Diplom als Ingenieur 1987, erhielt 1988 einen Magister in Mathematik und Informatik von der École Normale Supérieure sowie einen DEA-Abschluss in Informatik und wurde 1991 an der Universität Paris-Süd in Informatik promoviert. Danach war er 1991/92 an den ATT Bell Laboratories in Holmdel in New Jersey und arbeitete dort mit Wladimir Wapnik an Lernalgorithmen. In Frankreich war er an der Gründung der Softwarefirma (Neuristique S.A.) beteiligt und war deren Chairman. Die Firma entwickelte Software für Maschinenlernen und Data Mining. 1995 bis 2002 war er wieder an den ATT Bell Labs, wo er mit Yann LeCun Bildkompressions- und Texterkennungssoftware entwickelte, darunter ein von vielen Banken verwendetes System zum Erkennen von Handschriften. Mit LeCun und Patrick Haffner war er Hauptentwickler von DjVu und er unterhält die Open-Source-Implementierung DjVuLibre.
2002 bis 2010 war er bei den NEC Labs in Princeton. Dort befasste er sich mit Maschinenlernen mit Big Data (unter anderem Methode des Stochastischen Gradienten), Online-Lernen, stochastischer Optimierung. Er entwickelte die Open-Source-Software LaSVM für Support Vector Machines.
Ab 2010 war er bei Microsoft, wo er 2012 Principal Researcher in New York wurde. 2015 wechselte er zur KI-Forschung bei Facebook (geleitet von LeCun).
Er entwickelte mit Le Cun die Programmiersprache Lush und Graph Transducer Networks.
Für 2021 wurde Bottou der Lagrange-Preis für Stetige Optimierung zugesprochen.

## Schriften
- mit Vladimir N. Vapnik: Local Algorithms for Pattern Recognition and Dependencies Estimation, In: Neural Computation, Band 5, 1993, S. 893–909 doi:10.1162/neco.1993.5.6.893
- mit Yann LeCun, Yoshua Bengio, Patrick Haffner: Gradient Based Learning Applied to Document Recognition, Proceedings of IEEE, Band 86, 1998, S. 2278–2324 doi:10.1109/5.726791
- mit Patrick Haffner, Paul G. Howard, Patrice Simard, Yoshua Bengio, Yann LeCun: High Quality Document Image Compression with DjVu, In: Journal of Electronic Imaging, Band 7, 1998, S. 410–425 doi:10.1117/1.482609
- Herausgeber mit Olivier Chapelle, Dennis DeCoste, Jason Weston: Large Scale Kernel Machines, MIT Press, 2007 ISBN 978-0-262-02625-3 (eingeschränkte Vorschau)
- Stochastic Learning, in: Olivier Bousquet, Ulrike von Luxburg (Hrsg.), Advanced Lectures on Machine Learning, Lecture Notes in Artificial Intelligence, LNAI 3176, Springer Verlag, Berlin, 2004, S. 146–168 doi:10.1007/978-3-540-28650-9_7